# Estreito de Mentawai

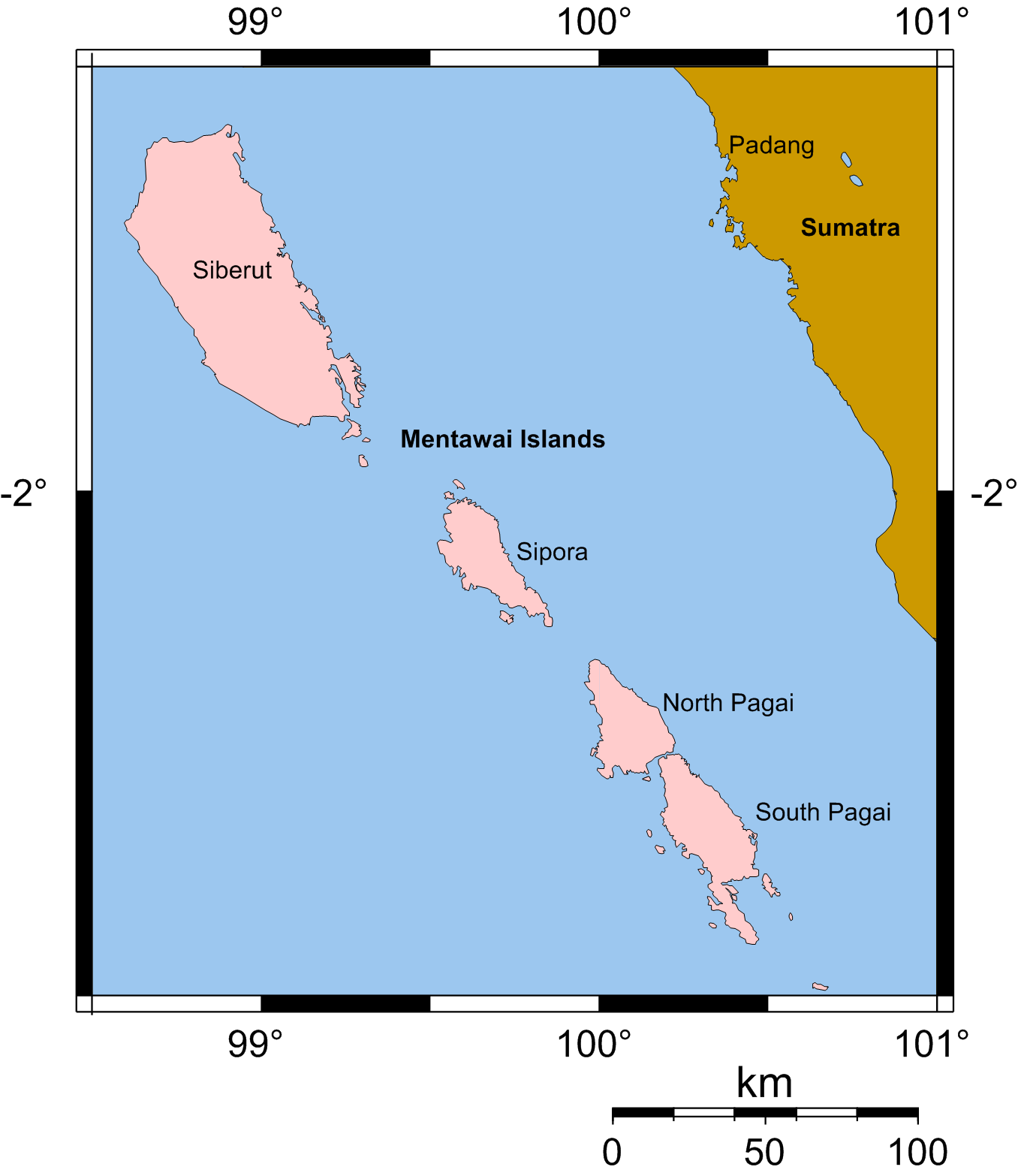
Estreito de Mentawai

O estreito de Mentawai é um estreito do Oceano Índico que separa Samatra (a leste) das Ilhas Mentawai (a oeste).